# Kathrin Rüegg
Kathrin Rüegg (mit bürgerlichen Namen Doris Schmid; * 7. März 1930 in Arosa, Kanton Graubünden, Schweiz; † 12. Juni 2011 in Gordola, Kanton Tessin) war eine Schweizer Buchautorin und Fernsehmoderatorin im deutschen SWR Fernsehen.

## Leben
Kathrin Rüegg wurde 1930 als Tochter eines Bergbauern und Hoteliers in Arosa geboren. Nach der Scheidung der Eltern im Jahre 1941 zog sie gemeinsam mit Mutter und Bruder nach Basel.
Sie absolvierte eine Ausbildung zur Bürofachfrau und war anschliessend in der Chemie-Industrie tätig, wo sie sich zur Fremdsprachenkorrespondentin und Direktionssekretärin hocharbeitete. 1960 eröffnete sie in Basel das Einrichtungsgeschäft Bottewage, das sie erfolgreich bis ins Jahr 1971 führte. Danach zog sie ins Tessin, um im Verzascatal einen Bauernhof mit Kleintieren aufzubauen und sich der Schriftstellerei zu widmen. Nebenbei betrieb sie den kleinen Boutiqueladen «El Boteghin» für Tessiner Spezialitäten und bot viele praktische Kurse an.
Sie war Mitbegründerin der Kochsendung Was die Großmutter noch wusste, die von 1982 bis 2006 in über 350 Folgen ausgestrahlt wurde. Nach dem Tod des Co-Moderators Werner O. Feißt im April 2006 wurde die Sendung nicht mehr fortgeführt.
Kathrin Rüegg lebte bis zu einem schweren Sturz, dessen gesundheitliche Folgen sie zum Umzug zwangen, in Gerra im Verzascatal. Danach lebte sie im Altersheim und Pflegeheim in Gordola am Lago Maggiore.

## Gegenwart
Der Schweizer Verlag smartmyway erwarb 2018 die Rechte für die Wiederveröffentlichung der Tessiner Tagebücher und hat zwischenzeitlich alle elf Bände neu aufgelegt. Den ersten Band der Tessiner Tagebücher Kleine Welt im Tessin übersetzte smartmyway in die englische Sprache. Der Verlag hat dieses Buch im Jahre 2023 unter dem Titel My Wonderful Monte Valdo erstmals weltweit veröffentlicht. Der Verlag betreibt die aktuelle Autorenseite von Kathrin Rüegg.

## Werke

### Fernsehproduktionen
- 1982–2006: Was die Großmutter noch wusste, (Haushaltsratgeber- und Kochreihe im Südwestfernsehen, über 350 Sendungen) zusammen mit Werner O. Feißt
- 1991: Fragen an Kathrin Rüegg zu verschiedenen Themen (mehr als 50 Sendungen)

### Bücher
Tessiner Tagebücher Erstveröffentlichung (Verlag Müller Rüschlikon, Zürich, Stuttgart, Wien)
- 1974: Kleine Welt im Tessin ISBN 978-3-275-00571-0.
- 1976: Dies ist mein Tal – dies ist mein Dorf ISBN 978-3-275-00628-1.
- 1977: Mit herzlichen Tessiner Grüßen ISBN 978-3-275-00662-5.
- 1978: Nach jedem Winter kommt ein Sommer ISBN 3-275-00683-5.
- 1979: Von Lämmern und Leuten in Froda ISBN 3-275-00722-X.
- 1980: Grosser Stall kleines Haus ISBN 978-3-275-00742-4.
- 1982: Ein Dach überm Kopf ISBN 978-3-275-00799-8.
- 1986: vom Morgen bis zum Abend ISBN 978-3-275-00896-4.

Tessiner Tagebücher Wiederveröffentlichung, Neuauflagen (Verlag smartmyway ag, Auenstein, Schweiz)
- 2019: Kleine Welt im Tessin, Tessiner Tagebuch Band 1, ISBN 978-3-907259-00-9.
- 2019: Dies ist mein Tal – dies ist mein Dorf, Tessiner Tagebuch Band 2, ISBN 978-3-907259-01-6.
- 2019: Mit herzlichen Tessiner Grüßen, Tessiner Tagebuch Band 3, ISBN 978-3-907259-02-3.
- 2019: Nach jedem Winter kommt ein Sommer, Tessiner Tagebuch Band 4, ISBN 978-3-907259-03-0.
- 2019: Von Lämmern und Leuten in Froda, Tessiner Tagebuch Band 5, ISBN 978-3-907259-04-7.
- 2020: Grosser Stall kleines Haus, Tessiner Tagebuch Band 6, ISBN 978-3-907259-05-4.
- 2020: Ein Dach überm Kopf, Tessiner Tagebuch Band 7, ISBN 978-3-907259-06-1.
- 2021: Von früh bis spät in Froda, Tessiner Tagebuch Band 8, ISBN 978-3-907259-07-8 (Originaltitel: Vom Morgen bis zum Abend).
- 2023: Kathrins Begegnungen, Tessiner Tagebuch Band 9, ISBN 978-3-907259-08-5 (Originaltitel: Begegnungen).
- 2023: My Wonderful Monte Valdo, My Ticino Diaries Volume 1 (englische Ausgabe von Kleine Welt im Tessin) ISBN 978-3-907259-20-7.
- 2023: Mit Kathrins Augen, Tessiner Tagebuch Band 10 (Bildtagebuch) ISBN 978-3-907259-19-1 (Originaltitel: Mit meinen Augen).
- 2024: Kathrins kleine Welt im Tessin, Sammelband 1, ISBN 978-3-907259-21-4.
- 2024: Kathrins kleine Welt im Tessin, Sammelband 2, ISBN 978-3-907259-22-1.
- 2024: Kathrins kleine Welt im Tessin, Sammelband 3, ISBN 978-3-907259-23-8.
- 2025: Kathrins schöne Jahreszeiten, Tessiner Tagebuch Band 11 (Bildtagebuch), ISBN 978-3-907259-31-3 (Originaltitel: Lauter schöne Jahreszeiten).

Geschichtenbücher
- 1992: Begegnungen (Verlag Müller Rüschlikon, Zürich, Stuttgart, Wien) ISBN 978-3-275-00971-8.
- 2005: Glücksgefühl (Edition Sternenvogel) ISBN 978-3-907876-02-2.
- 2006: Weihnachtsbuch (Ernst Kaufmann Verlag, Lahr) ISBN 978-3-7806-3034-6.
- 2006: Katzengeschichten (Kosmos) ISBN 978-3-440-10104-9.
- 2006: Geschichtenbuch (Ernst Kaufmann Verlag, Lahr) ISBN 978-3-7806-3065-0.

Bildbände (Verlag Müller Rüschlikon, Zürich, Stuttgart, Wien)
- 1981: Mit meinen Augen ISBN 978-3-275-00774-5.
- 1981: Lauter schöne Jahreszeiten ISBN 978-3-275-00827-8.
- 2001: Das Jahr in Kathrins kleiner Welt ISBN 978-3-275-01401-9.

Kochbücher (Verlag Müller Rüschlikon, Zürich, Stuttgart, Wien)
- 1992: Brotbackstube ISBN 978-3-275-01041-7.
- 1993: Guetzlibäckerei ISBN 978-3-275-01042-4.
- 1994: Lieblingskuchen ISBN 3-275-01170-7.
- 1995: Kartoffelküche ISBN 3-275-01103-0.
- 1996: Süsse Einmachküche ISBN 978-3-275-01053-0.
- 1997: Pikante Einmachküche ISBN 3-275-01088-3.
- 1998: Käsespezialitäten ISBN 3-275-01189-8.
- 1999: So kocht man – ein Kochbuch für Anfänger (Neptun Verlag) ISBN 3-85820-111-1.
- 2007: Chrysanthema Kathrin Rüegg, Uwe Baumann (Ernst Kaufmann Verlag, Lahr) ISBN 978-3-7806-7254-4.

Gartenbücher (Kosmos Verlag)
- 2002: Mit Kathrin Rüegg durchs Gartenjahr. ISBN 978-3-440-09334-4.
- 2003: Gesundheit aus meinem Garten. ISBN 978-3-440-09460-0.

Was die Grossmutter noch wusste, Bücher in Zusammenarbeit mit Werner O. Feißt
(Verlag Müller Rüschlikon, Zürich, Stuttgart, Wien)
- 1984: Kathrin Rüegg, Werner O. Feißt: (Band 1). Was die Großmutter noch wusste: Gesunde und natürliche Haushaltsmethoden und -weisheiten. ISBN 3-275-00838-2.
- 1985: Kathrin Rüegg, Werner O. Feißt: (Band 2). Was die Großmutter noch wusste: Als die Großmutter noch jung war. ISBN 3-275-00868-4.
- 1987: Kathrin Rüegg, Werner O. Feißt: (Band 3). Was die Großmutter noch wusste: Vom Apfel bis zur Zwiebel. ISBN 3-275-00912-5.
- 1988: Kathrin Rüegg, Werner O. Feißt: (Band 4). Was die Großmutter noch wusste: Essen wie damals. ISBN 3-275-00947-8.

(Verlag Müller Rüschlikon, Cham)
- 1993: Kathrin Rüegg, Werner O. Feißt: (Band 5). Was die Großmutter noch wusste: Winterrezepte und Geschichten. ISBN 3-275-01072-7.
- 1994: Kathrin Rüegg, Werner O. Feißt: (Band 6). Was die Großmutter noch wusste: Gemüse nach Großmutterart: Rezepte und Geschichten. ISBN 3-275-01104-9.
- 1996: Kathrin Rüegg, Werner O. Feißt: (Band 7). Was die Großmutter noch wusste: Großmutters Küche zwischen Elsass und Engadin. ISBN 3-275-01190-1.
- 1997: Kathrin Rüegg, Werner O. Feißt: (Band 8). Was die Großmutter noch wusste: Großmutters Mittelmeer-Küche: kochen wie im Urlaub. ISBN 3-275-01218-5.
- 1997: Kathrin Rüegg, Werner O. Feißt: (Band 9). Was die Großmutter noch wusste: Großmutters Kräuterküche ISBN 3-275-01248-7.
- 1998: Kathrin Rüegg, Werner O. Feißt: (Band 10). Was die Großmutter noch wusste: Gewürze von Anis bis Zimt. ISBN 3-275-01283-5.
- 1999: Kathrin Rüegg, Werner O. Feißt: (Band 11). Was die Großmutter noch wusste: Gute Küche ohne Fleisch. ISBN 3-275-01320-3.
- 2000: Kathrin Rüegg, Werner O. Feißt: (Band 12). Was die Großmutter noch wusste: Zu Gast bei Kathrin und Werner. ISBN 3-275-01349-1.
- 2001: Kathrin Rüegg, Werner O. Feißt: (Band 13). Was die Großmutter noch wusste: Einfache Küche von Kathrin und Werner. ISBN 3-275-01402-1.
- 2002: Kathrin Rüegg, Werner O. Feißt: (Band 14). Was die Großmutter noch wusste: Kathrin, Werner und die Schweizer Küche. ISBN 3-275-01448-X.
- 2003: Kathrin Rüegg, Werner O. Feißt: (Band 15). Was die Großmutter noch wusste: Kathrin, Werner und die ländliche Küche. ISBN 3-275-01483-8.
- 2004: Kathrin Rüegg, Werner O. Feißt: (Band 16). Was die Großmutter noch wusste: Backen. ISBN 3-275-01512-5.

(Verlag Müller Rüschlikon, Zürich, Stuttgart, Wien)
- 1990: Kathrin Rüegg, Werner O. Feißt: Hinter den Kulissen / Kein Tag wie der andere: Abenteuer bei der Fernseharbeit. ISBN 3-275-00996-6.

(Verlag Müller Rüschlikon, Cham)
- 1996: Kathrin Rüegg, Werner O. Feißt: Die besten Geschichten und Rezepte aus Großmutters Küche (Jubiläumsausgabe). ISBN 3-275-01219-3.
- 1997: Kathrin Rüegg, Werner O. Feißt: Großmutters immerwährender Kalender. ISBN 3-275-01234-7.
- 2002: Kathrin Rüegg, Werner O. Feißt: Was die Großmutter noch wusste: Das Beste von Kathrin und Werner: ihre liebsten Rezepte und Geschichten aus 20 Jahren „Was die Großmutter noch wusste“ (Jubiläumsausgabe 2). ISBN 3-275-01418-8.

### DVD
(Herausgeber: SWR)
- 1980: Die vier Jahreszeiten im Verzascatal
- 1980: Die Frau, die ihre Träume wahr machte
- 1980: Ich zeige dir mein Arosa

### Erhältlich über die offizielle Webseite von Kathrin Rüegg
CD (Herausgeber Uwe Baumann und Sentilo Rieber)
- 2010: Schöne Geschichten (Letzte Lesung, letztes Interview)

Kochbuch. Herausgeber Uwe Baumann: (Friedrich Reinhardt Verlag)
- 2015: Kathrin Rüegg: Aus Grossmutters Küche (Rezeptsammlung) ISBN 978-3-7245-2084-9.

Biografie. Urs-Heinz Naegeli (Verlag uhn.ch)
- 2016: Kathrin Rüegg, Der Traum vom einfachen Leben, ein biografisches Portrait, ISBN 978-3-907104-36-1.

DVD (Herausgeber Uwe Baumann und Sentilo Rieber)
- 2016: Glücksgefühle. Das Leben von Kathrin Rüegg.